# دریاچه ایناری
دریاچه ایناری (به فنلاندی: Inarijärvi/Inarinjärvi) یکی از دریاچه‌های فنلاند است که در شمال این کشور واقع شده است. مساحت این دریاچه ۱٬۰۴۰ کیلومتر است.